# Przez góry Montany
Przez góry Montany – powieść autorstwa polskiego pisarza Wiesława Wernica z 1974 roku. 
Akcja tej powieści przygodowej dzieje się na Dzikim Zachodzie. Główny wątek powieści stanowią losy Piotra Carra. Podczas swojej wyprawy do Montany w roku 1879 bierze udział w ujęciu oszusta. Wtedy to w jego ręce wpada mapa prowadząca do Złotej Doliny. Po drodze spotyka zaprzyjaźnionego indiańskiego wojownika. W drodze powrotnej Carr zostaje napadnięty i uwięziony. Okazuje się jednak, że wódz wrogiego plemienia zawdzięcza Piotrowi życie. Ostatecznie udaje mu się powrócić pomiędzy białych; traci jednak, na skutek warunków panujących w Górach Skalistych konia i cały dobytek. W ciężkim stanie trafia od szpitala w Milwaukee, gdzie poznaje Doktora Jana.